# Візантійський і християнський музей
Візантійський і християнський музей (грец. Βυζαντινό και Χριστιανικό Μουσείο) — музей в Афінах, заснований 1914 року і присвячений мистецтво візантійської доби.

## Будівля музею
Первісно музей розташовувався на першому поверсі Афінської академії. 1930 року він отримав власну будівлю — віллу Іллісія, зимову резиденцію Софії Лебрун, герцогині Плезанської, по проспекту Королеви Софії, в центральному районі Афін Ілісія.
Вілла Іллісія побудована 1848 року грецьким архітектором Стаматіосом Клеантісом. Своє ім'я садиба, рівно як район Ілісія, отримала за назвою річки Іліссос, води якої протікали перед головним входом. Пізніше Іліссос замкнули у бетон, її води течуть поверхнею тільки в районі Керамікосу. Під керівництвом професора Георгіоса Сотіроса архітектор Арістотеліс Захос підготував будівлю для розміщення музейної експозиції.
1993 року розпочались роботи з розширення площі музею, збудовані три підземні поверхи. Головним архітектором проекту виступив Манос Перракіс. Зовнішній вигляд садиби Іллісія зберігся незмінним. Вхід пролягає через невеличку будівлю з портиком — раніше будинок для прислуги, а тепер адміністративний корпус. З останнього відвідувачі виходять у просторий внутрішній двір, оточений численними спорудами, в центрі двору — фонтан зі зразками ранньохристиянської мозаїки. Власне будівля музею двоповерхова, має підвал і сама по собі являє пам'ятку архітектури. Ззовні її стіни вкриті мармуровими плитами.

## Колекція музею
- візантійські і пост-візантійські ікони
- скульптура і мозаїка
- рукописи і настінні розписи
- малі об'єкти (тканини, монети, кераміка, металеві предмети, срібло)
- різьба по дереву
- бронзові гравюри, літографії
- колекція інкунабул
- колекція копій картин

## Галерея

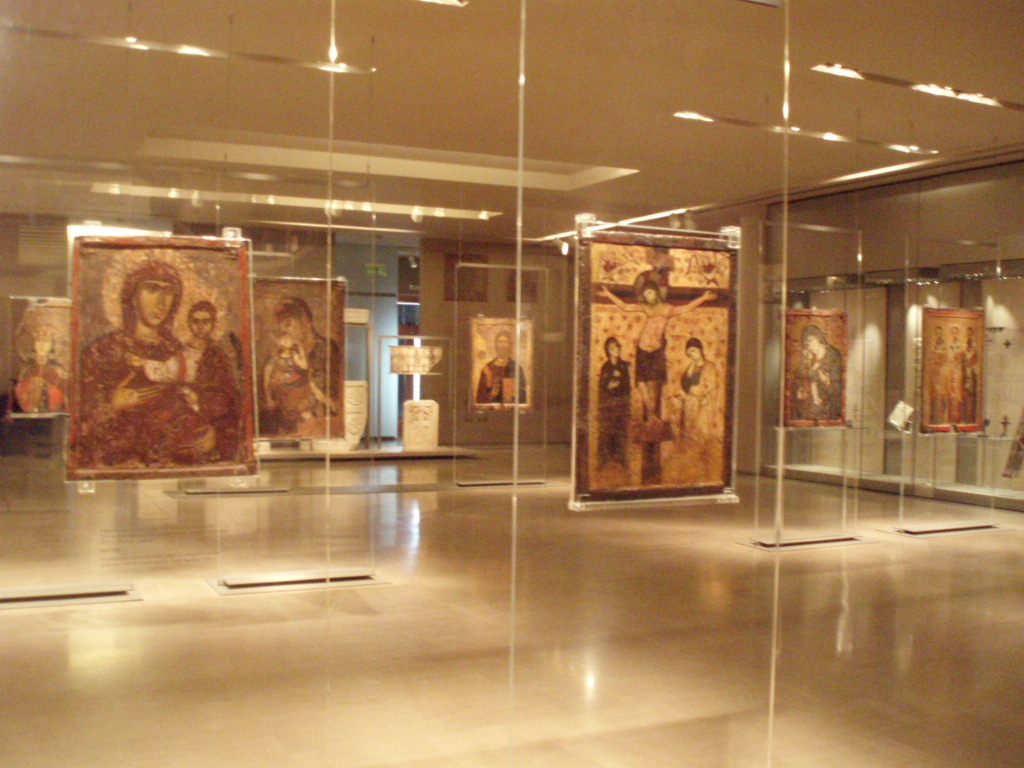
Інтер'єр музею
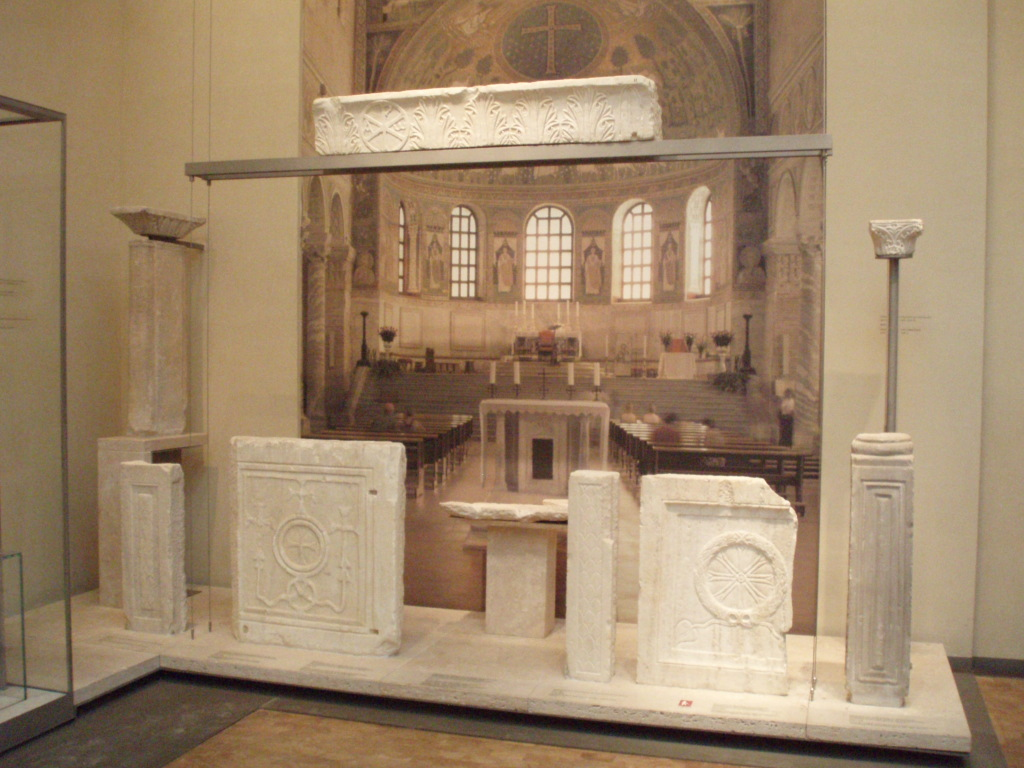
Мармуровий темплон
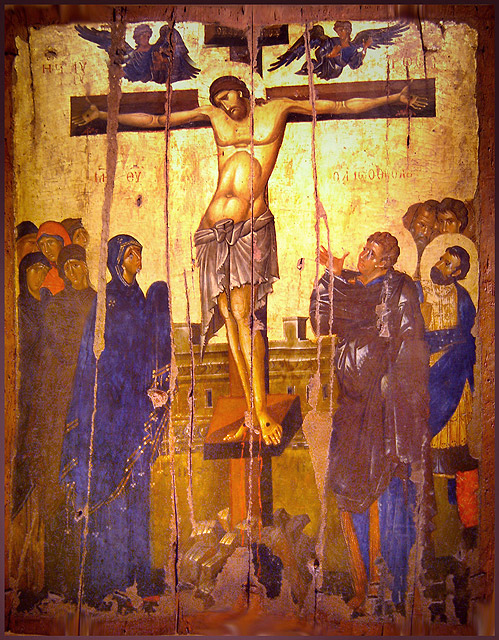
Ікона Розп'яття Христа
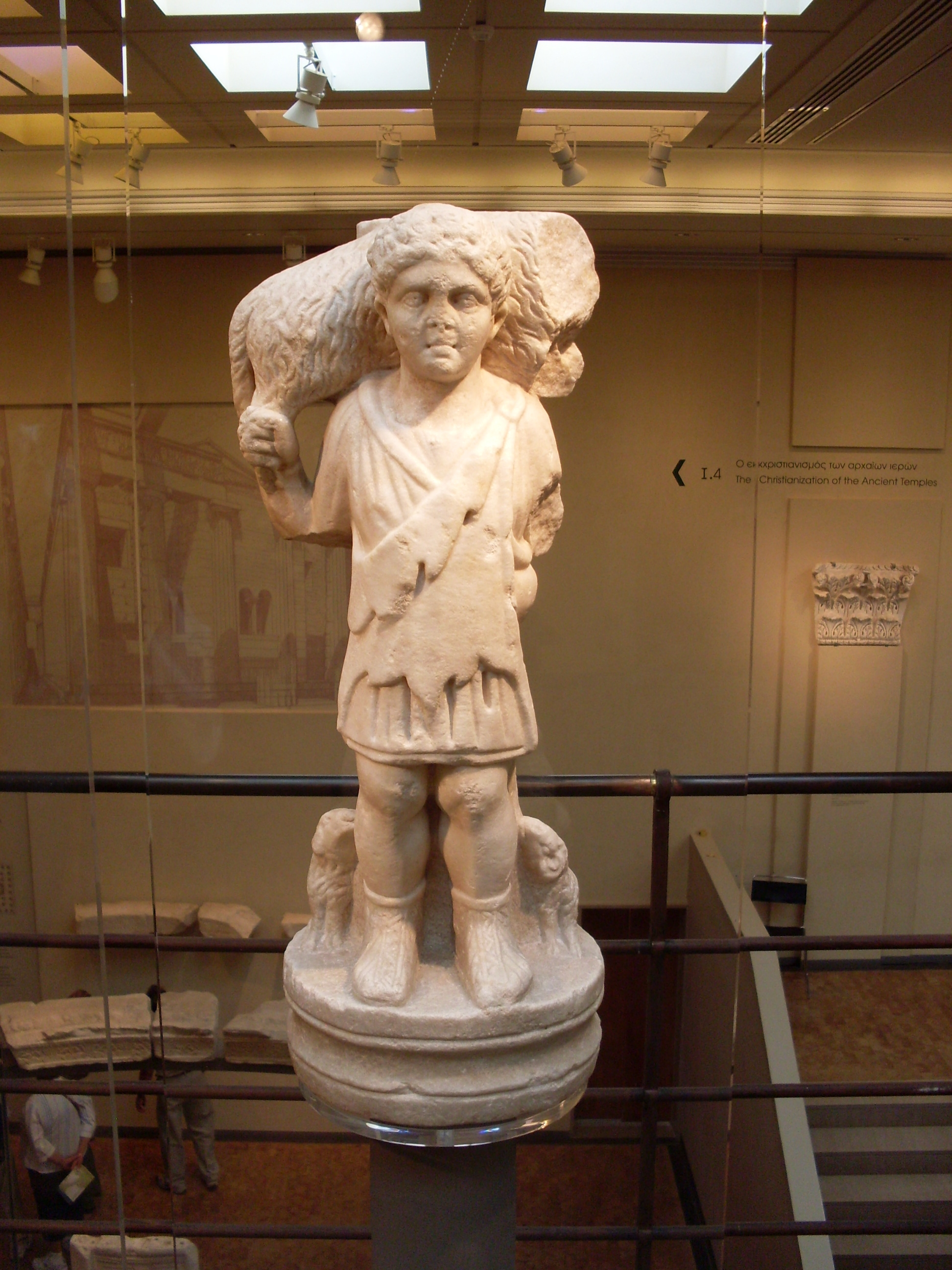
Статуя Добрий пастир